# Przyłubie (województwo kujawsko-pomorskie)

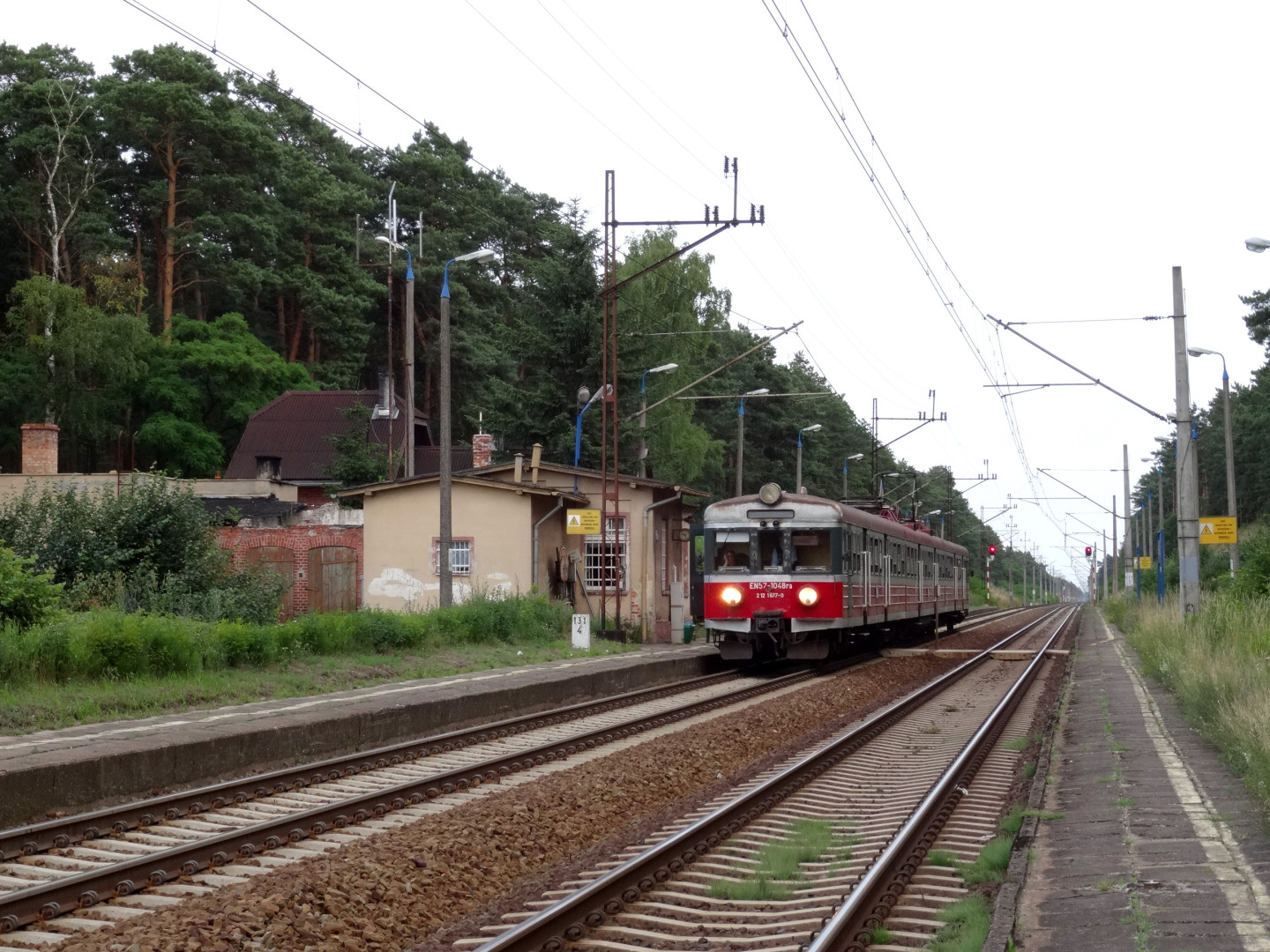
Przyłubie (przystanek kolejowy)

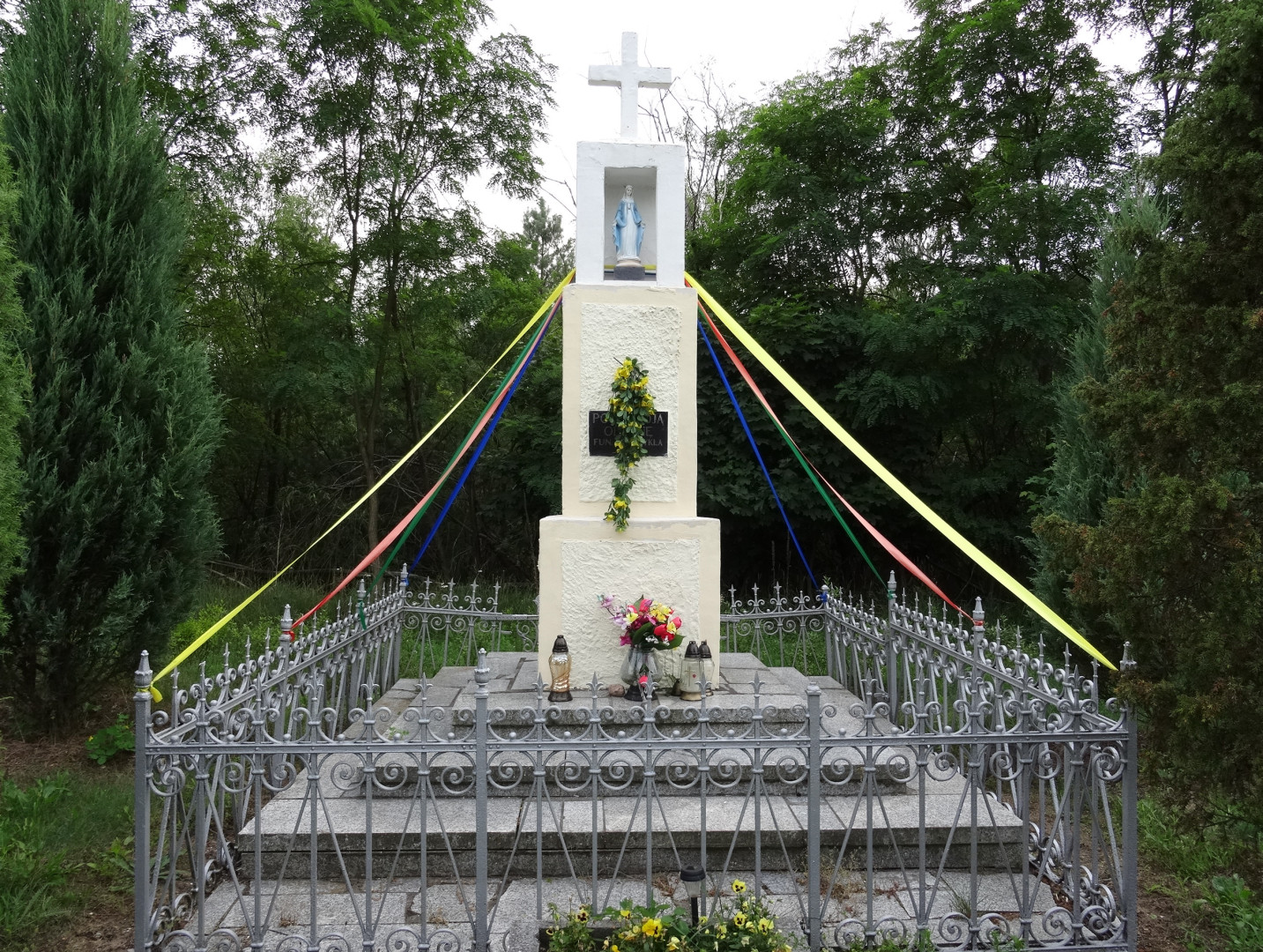
Przydrożna kapliczka

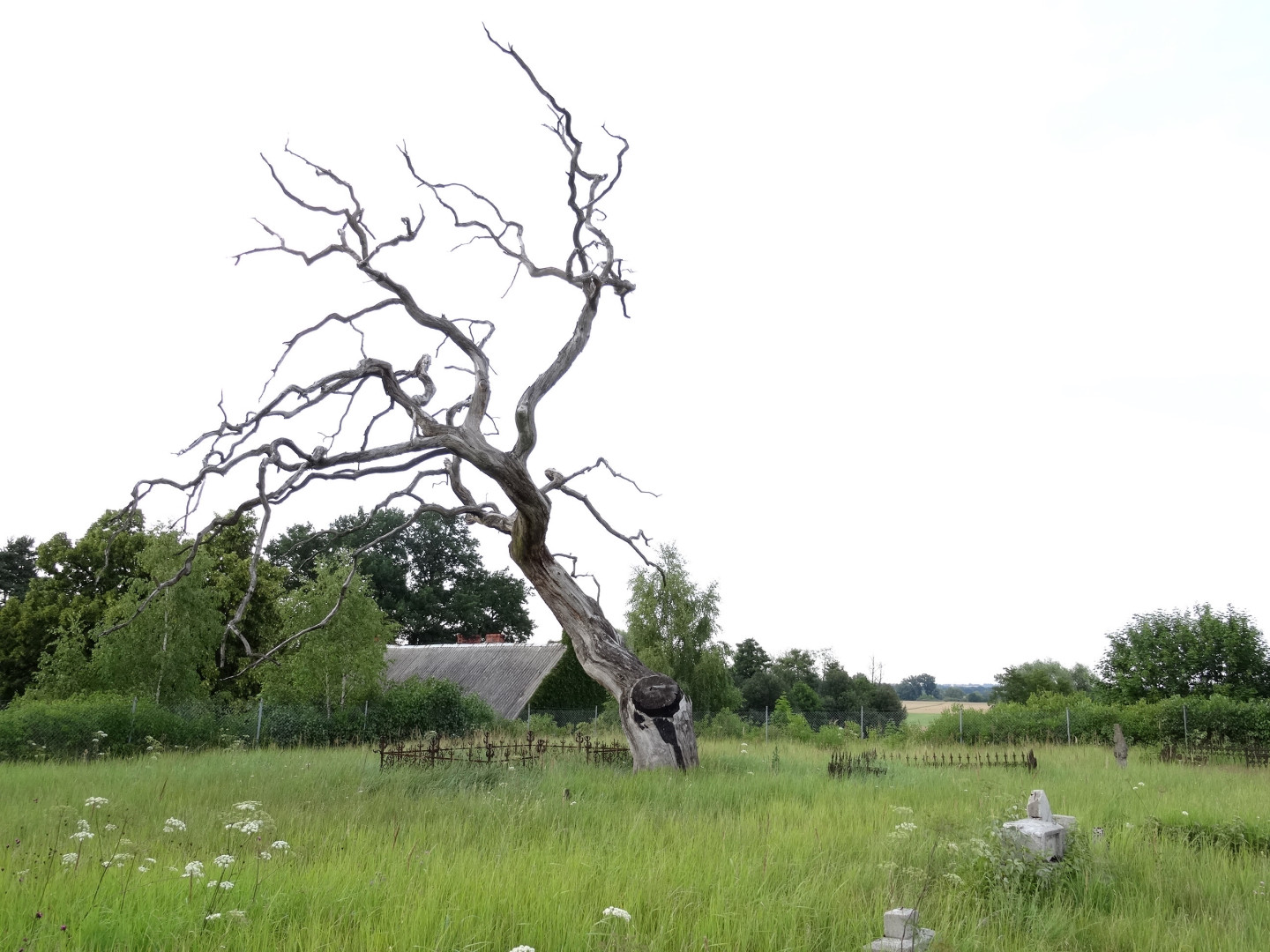
Cmentarz menonicko-ewangelicki w Przyłubiu

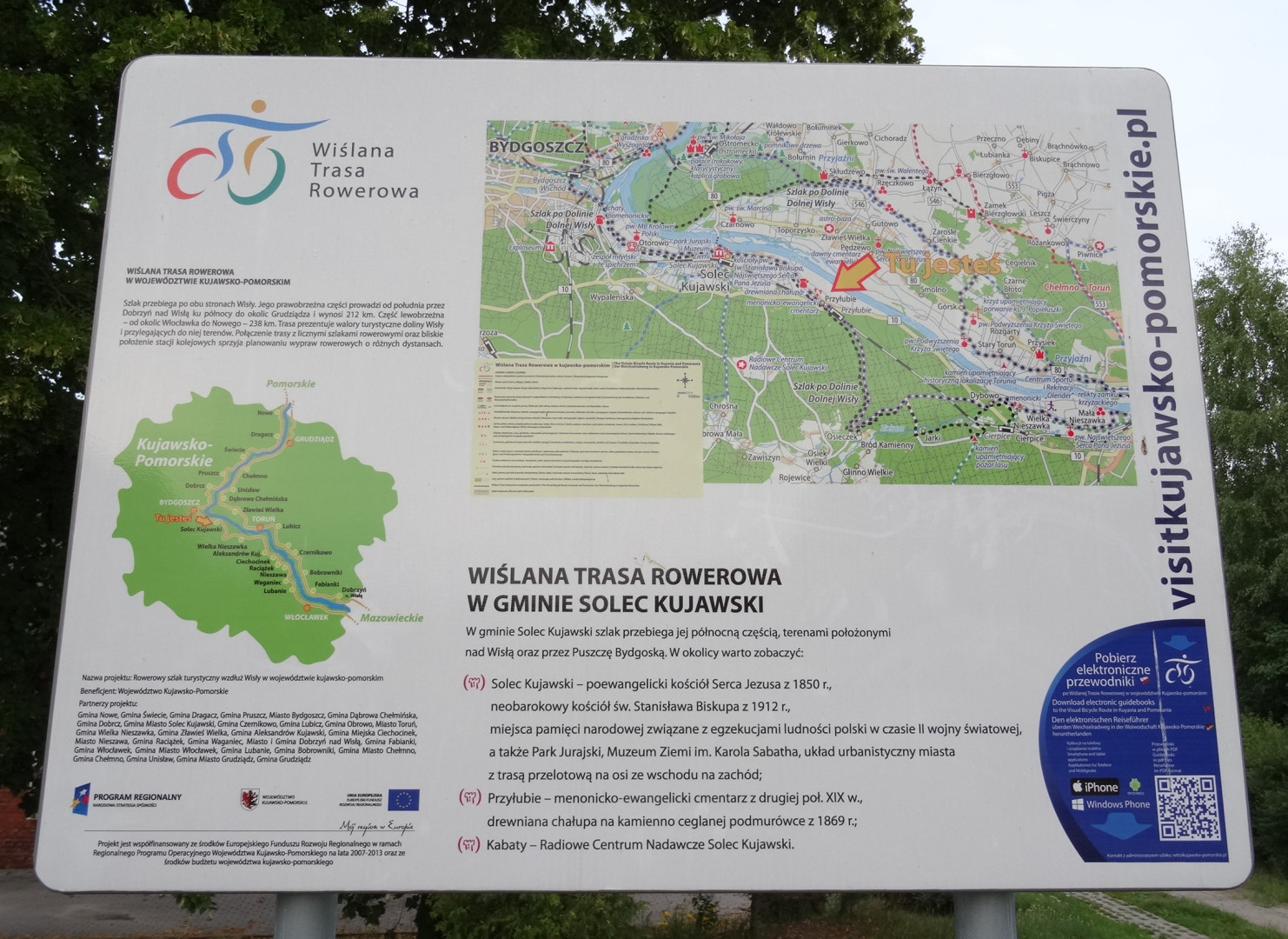
Mapa Wiślanej Trasy Rowerowej w Przyłubiu

Przyłubie – wieś w Polsce, położona w województwie kujawsko-pomorskim, w powiecie bydgoskim, w gminie Solec Kujawski.
W latach 1975–1998 wieś położona była w województwie bydgoskim.

## Położenie
Przyłubie położone jest w północnej części gminy Solec Kujawski. Zabudowa rozciąga się wzdłuż drogi wojewódzkiej nr 394 204, łączącej wieś z Solcem Kujawskim na zachodzie i drogą krajową nr 10 10 na wschodzie.
Pod względem fizycznogeograficznym wieś Przyłubie leży na terenie Kotliny Toruńskiej nieopodal Wisły, natomiast rozległe sołectwo obejmuje również zwydmioną wysoką terasę pradolinną, którą porasta Puszcza Bydgoska.

## Integralne części wsi
| SIMC    | Nazwa | Rodzaj     |
| ------- | ----- | ---------- |
| 0095897 | Kabat | przysiółek |

## Charakterystyka
Przyłubie jest jedną z czterech wsi sołeckich wchodzących w skład gminy Solec Kujawski. Od południa otoczona jest Puszczą Bydgoską, a na północy otwiera się na dolinę Wisły. Domy ulokowane są wzdłuż skarpy doliny Wisły. Na południowym wschodzie, tuż za drogą krajową nr 10 znajduje się przystanek kolejowy na linii kolejowej nr 18 Bydgoszcz-Toruń. Tereny leśne na południe od wsi porastają wydmy śródlądowe o wysokościach względnych do 20 m. Teren ten należy do Obszaru Chronionego Krajobrazu Wydm Kotliny Toruńsko-Bydgoskiej. W 2012 roku Przyłubie zamieszkiwało 231 osób. Na terenie wsi produkcję rolniczą prowadzi 45 gospodarstw rolnych. Powierzchnia ogólna gruntów wynosi 538 ha, w tym 500 ha użytków rolnych. Główne kierunki produkcji to uprawa zbóż, roślin okopowych i pastewnych.
Powierzchnia sołectwa Przyłubie wynosi 12 901 ha i obejmuje większość gminy Solec Kujawski, przede wszystkim tereny leśne. Na polanie Kabat w Puszczy Bydgoskiej, należącej do sołectwa Przyłubie 4 września 1999 roku uruchomiono Radiowe Centrum Nadawcze z nadajnikiem o mocy 1000 KW i dwoma masztami radiowymi o wysokości 330 i 289 m, które emitują I Program Polskiego Radia.
We wsi zachowały się dwa budynki związane z osadnictwem olęderskim. Są to chałupy drewniane konstrukcji zrębowej z końca XIX wieku (nr 10 z 1874 r. w pobliżu cmentarza i nr 5 z 1869 r.). Zbudowano je dla rodzin niemieckich Pansegrau, potomków mennonitów. W 1946 roku przeszły one na własność Skarbu Państwa, a później oddano je w użytkowanie polskim repatriantom przybyłym z Wołynia.
W centrum wsi, na niewielkim wzniesieniu, co jest charakterystyczne dla osadnictwa olęderskiego, umiejscowiony jest cmentarz menonicko-ewangelicki z XIX wieku. Na zachód od cmentarza stoi murowany dom mieszkalny – dawna szkoła podstawowa zbudowana w 1885 roku. Zachodnie skrzydło budynku adaptowano na świetlicę wiejską, a na dziedzińcu szkolnym, rośnie okazały, 400-letni pomnikowy dąb szypułkowy o obwodzie w pierśnicy 436 cm.

### Szlaki turystyczne
We wsi rozpoczynają się, względnie kończą trzy piesze szlaki PTTK prowadzące przez Puszczę Bydgoską. Są to:
- szlak (38,6 km) „Zielonej Strugi” z Przyłubia do Rojewa śladem Zielonej Strugi – największego cieku na terenie Puszczy Bydgoskiej;
- szlak (21 km) „im. Mariana Przybylskiego” z Przyłubia przez polanę Kabat i Górę Szwedzką (najwyższe wzniesienie w Puszczy) do Chrośnej[7].
- szlak (12 km) „im. Tadeusza Dolczewskiego” z Solca Kujawskiego przez Radiowe Centrum Nadawcze I Programu PR do cmentarza mennonickiego w Przyłubiu[7].

Przez wieś przebiegają również trasy rowerowe:
- szlak rowerowy „Po Dolinie Dolnej Wisły” Cierpice-Bydgoszcz-Świecie-Nowe-Gniew-Tczew-Kwidzyn-Grudziądz-Świecie-Ostromecko-Zamek Bierzgłowski
- Wiślana Trasa Rowerowa – odcinek lewobrzeżny
- Szlak Puszczy Bydgoskiej[6].

## Historia

### I Rzeczpospolita
Historia wsi sięga roku 1359, kiedy król polski Kazimierz Wielki zezwolił na lokację Przyłubia na prawie chełmińskim. Przywilej ten stanowi jeden z najstarszych dowodów osadnictwa wiejskiego na prawie niemieckim w dobrach rycerskich północnych Kujaw. Pierwszym właścicielem wsi był Stanisław Kiwalicz, sędzia kujawski, dziedzic Ostrowa i terenów, na których powstała wieś Przyłubie. W XVI wieku wieś należała do parafii rzymskokatolickiej w Solcu oraz była własnością szlachecką Przyłubskich. Z powodu trudności w zagospodarowaniu ziemi, którą stanowiły w dużej części zalewane przez Wisłę łąki i moczary, dziedzic Maciej Przyłubski w 1594 r. wpadł na pomysł sprowadzenia do wsi osadników olęderskich. Olędrzy znani byli już w Rzeczypospolitej po tym, jak w XVI wieku zagospodarowali Żuławy Wiślane, sprowadzeni przez mieszczaństwo Gdańska. W kolejnych latach osiedlali się wzdłuż Doliny Dolnej Wisły, a w 1574 r. osiedli w okolicy Torunia i Wielkiej Nieszawki.
W sprowadzeniu olędrów do Przyłubia pośrednikami byli dwaj bracia – Niemcy Wilhelm i Jan Wilde z Otorowa. 3 stycznia 1594 r. Maciej Przyłubski wystawił w Toruniu dokument, mocą którego wydzierżawił wieś osadnikom olęderskim. Kolonistów (około 10 rodzin) reprezentowali Maciej i Herman Becker. Osadnicy mieli zagwarantowaną wolność osobistą i prawo do prowadzenia dowolnej działalności gospodarczej (uprawy, hodowla, łowiectwo, rybołówstwo, warzenie piwa, handel zbożem itd.) Mogli zatrudniać rzemieślników, a także zezwalać na ich stałe osiedlanie się. Zobowiązani byli natomiast płacić czynsz roczny oraz jednorazowo tzw. odstępne na rzecz dziedzica. W razie powodzi, pożaru lub wojny mogli uzyskać zwolnienie z podatków.
Granice wydzierżawionej ziemi sięgały Wisły, następnie koło góry Bobrowo przechodziły koło domu rybaków aż do Starego Przyłubia. Holendrzy mieli wolny dostęp do Wisły, do lasów i łąk, które jednak wymagały osuszenia. Nowa osada olęderska miała nosić nazwę Przyłubia Małego lub Niemieckiego w przeciwieństwie do starszego Przyłubia Wielkiego lub Polskiego. Dwie osady sąsiadowały ze sobą i w związku z tym za ewentualne szkody uczynione przez bydło po jednej lub drugiej stronie należało płacić odszkodowanie.
Pierwsi osadnicy byli mennonitami. W kontrakcie dzierżawnym mieli zagwarantowaną wolność religijną. Mogli odprawiać własne nabożeństwa, budować kościół i utrzymywać swojego duchownego. W praktyce korzystali jednak z kościoła parafialnego w Solcu, gdzie chrzcili swoje dzieci, natomiast zmarłych chowano na miejscowym cmentarzu, którego relikty zachowały się do dzisiaj.
Olędrzy wprowadzili wysoką kulturę rolną i hodowlę, a głównie umiejętność osuszania terenów nadwiślańskich. Z okolic Solca Kujawskiego olędrzy rozpostarli się na cały powiat bydgoski. Akcję osiedlania olędrów prowadzili od 1596 r., aż do rozbiorów wójtowie i starostowie bydgoscy i soleccy. W połowie XVIII wieku wokół Bydgoszczy i Solca istniało około 40 osad opartych na kontraktach czynszowych typu olęderskiego. Chłopi olęderscy z czasem wykupili swe gospodarstwa i stali się ich prawnymi właścicielami. Gminy olęderskie posiadały własny samorząd, który już w XVII wieku prowadził m.in. szkoły wiejskie, także w Przyłubiu. W XVIII wieku wsie musiały uiszczać podatki (czynsz, pogłówne, hiberna, gajowe, dziesięcina na rzecz kościoła), a gospodarzy czasem wzywano do prac polowych lub pomocniczych (szarwarki) na rzecz dworu, lecz za stosowną opłatą w naturze (piwo, zboże). Do gmin olęderskich nie mogli należeć chłopi polscy. Stąd w składzie narodowościowym tych wsi dominował żywioł holenderski, później niemiecki.
W 1700 r. połowa wsi Przyłubie była już rozparcelowana między kolonistów. Dziedzic Przyłubski zatrzymał dla siebie kilkaset morgów z małym dworkiem, w którym osadził jako dzierżawcę Seweryna Pieniążka. Tuż przed I rozbiorem Polski Stare Przyłubie należało do Antoniego Nieborskiego. W I połowie XIX wieku cała wieś była już w rękach niemieckich, po wykupie Przyłubia Polskiego przez potomków olędrów.

### Okres zaboru
W XIX wieku nastąpił rozwój osadnictwa niemieckiego. Wiązało się to z celową germanizacją tych ziem. Do wsi napływali koloniści, korzystając z pomocy finansowej państwa pruskiego. Ewangelików przyporządkowano początkowo do parafii ewangelickiej w Bydgoszczy, a od 1833 do nowo powstałej parafii ewangelickiej w Solcu, dla której w 1847 r. wzniesiono świątynię.
Spis miejscowości rejencji bydgoskiej z 1833 r. podaje, że w Przyłubiu Niemieckim (niem. Deutsch Przylubie) mieszkało 223 osób (216 ewangelików, 7 katolików) w 30 domach. Miejscowość obejmowała również kępy na Wiśle. Według opisu Jana Nepomucena Bobrowicza z 1846 r. wsie Przyłubie Polskie i Niemieckie należały do majątku należącego do von Kriegera. Kolejny spis z 1860 r. rozróżnia wsie: Przyłubie Niemieckie oraz Przyłubie Polskie. W Przyłubiu Niemieckim mieszkało 204 osób (wszyscy ewangelicy) w 32 domach. Na miejscu znajdowała się szkoła elementarna. W Przyłubiu Polskim mieszkało 37 osób (wszyscy ewangelicy) w 6 domach. Wieś ta była częścią majątku, którego właścicielem był Weisser. Mieszkało w nim 98 osób (71 ewangelików, 27 katolików) w 6 domach. Miejscowości należały do parafii katolickiej i ewangelickiej w Solcu.
Dla roku 1884 Słownik geograficzny Królestwa Polskiego podaje, że Przyłubie Polskie (niem. Weichselthal) było dominum wiejskim, położonym 3 km od Solca. We wsi mieszkało 42 osób (wszyscy ewangelicy) w 5 domach, natomiast całe dominium liczyło 111 osób (97 ewangelików, 14 katolików) w 9 domach. Majątek obejmował 70638 ha gruntów, w tym 9965 ha użytków rolnych, 1741 ha łąk, 6065 ha pastwisk, 51611 ha lasów oraz 1266 ha nieużytków. We wsi funkcjonowała cegielnia parowa. Natomiast Przyłubie Niemieckie (niem. Graetz an der Weichsel) było wsią i okręgiem wiejskim w powiecie bydgoskim, położonym 6 km od Solca. We wsi mieszkało 259 osób (wszyscy ewangelicy) w 28 domach, natomiast w całym okręgu 284 osób (271 ewangelików, 12 katolików, 1 Żyd). Do okręgu oprócz wsi należała osada Piaski (13 osób) oraz domy kolejarzy (12 osób).
W 1885 r. zbudowano we wsi murowany budynek szkoły. W tym czasie rozpoczęto również regulację Wisły. Z mapy z 1890 roku wynika, że wzdłuż rzeki zbudowano wały przeciwpowodziowe.
W latach 1844-1850 utwardzono szosę prowadzącą przez Przyłubie z Solca do Podgórza koło Torunia. W 1861 r. przez Łęgnowo, Solec Kujawski i Przyłubie poprowadzono Kolej Warszawsko-Bydgoską łączącą Bydgoszcz z Toruniem, Włocławkiem, Kutnem i docelowo z Warszawą. Było to pierwsze spięcie sieci kolejowej pruskiej i rosyjskiej. W Przyłubiu powstał przystanek kolejowy.

### Okres po 1920
Wieś znalazła się w granicach odrodzonej Polski 20 stycznia 1920 r. na mocy traktatu wersalskiego. W okresie międzywojennym należała, podobnie jak w XIX wieku do powiatu bydgoskiego. W okolicy ponad 80% ludności stanowili Niemcy, z wyjątkiem miasta Solca, gdzie dominował żywioł polski. Rozróżniano wówczas Przyłubie Polskie, leżące bliżej Solca nad Wisłą oraz Przyłubie Kraińskie (dawniej Niemieckie) rozlokowane wzdłuż drogi z Solca do Torunia. W 1925 roku Przyłubie Polskie włączono do Solca Kujawskiego, a w 1928 r. otwarto we wsi szkołę polską, w miejsce działającej wcześniej szkoły niemieckiej.
W czasie okupacji niemieckiej miejscowy Selbstschutz dokonał wielu zbrodni na ludności polskiej. Jesienią 1939 r. masowe egzekucje trwały kilkanaście dni, m.in. w Otorowie. Później dokonywano wysiedleń Polaków z gospodarstw rolnych, domów i mieszkań. Na ich miejsce osiedlano Niemców z Wołynia, krajów nadbałtyckich i Besarabii. W latach 1939–1945 wieś wchodziła w skład gminy Solec Kujawski, powiatu bydgoskiego (niem. Landkreis Bromberg), rejencji bydgoskiej, w okręgu Gdańsk-Prusy Zachodnie.
Po zakończeniu wojny zgodnie z ustaleniami konferencji poczdamskiej ludność niemiecka została wysiedlona, a gospodarstwa przekazano m.in. przesiedleńcom z Wołynia oraz Polski centralnej. W konsultacjach dotyczących projektów nowego podziału administracyjnego w latach 1947-1950, mieszkańcy wsi opowiadali się za pozostawieniem gminy Solec Kujawski, choć istniały koncepcje likwidacji gminy i rozdzielenia jej między Bydgoszcz, Nową Wieś Wielką i Wielką Nieszawkę.
Reforma administracyjna z 25 września 1954 r. zlikwidowała gminy i gminne rady narodowe, powołując w ich miejsce gromady wraz z gromadzkimi radami narodowymi. Utworzono wówczas gromadę Solec Kujawski, w której skład weszła m.in. wieś Przyłubie. W 1961 r. należące do wsi łąki nadwiślańskie (12 ha) po północnej stronie Wisły wyłączono na rzecz Złejwsi Wielkiej w gromadzie Toporzysko. 1 stycznia 1973 r. z gromady wykształciła się miejsko-wiejska gmina Solec Kujawski.
W wyniku reformy administracyjnej 1 stycznia 1999 Przyłubie znalazło się w województwie kujawsko-pomorskim w powiecie bydgoskim.